# Mörlbach (Berg)

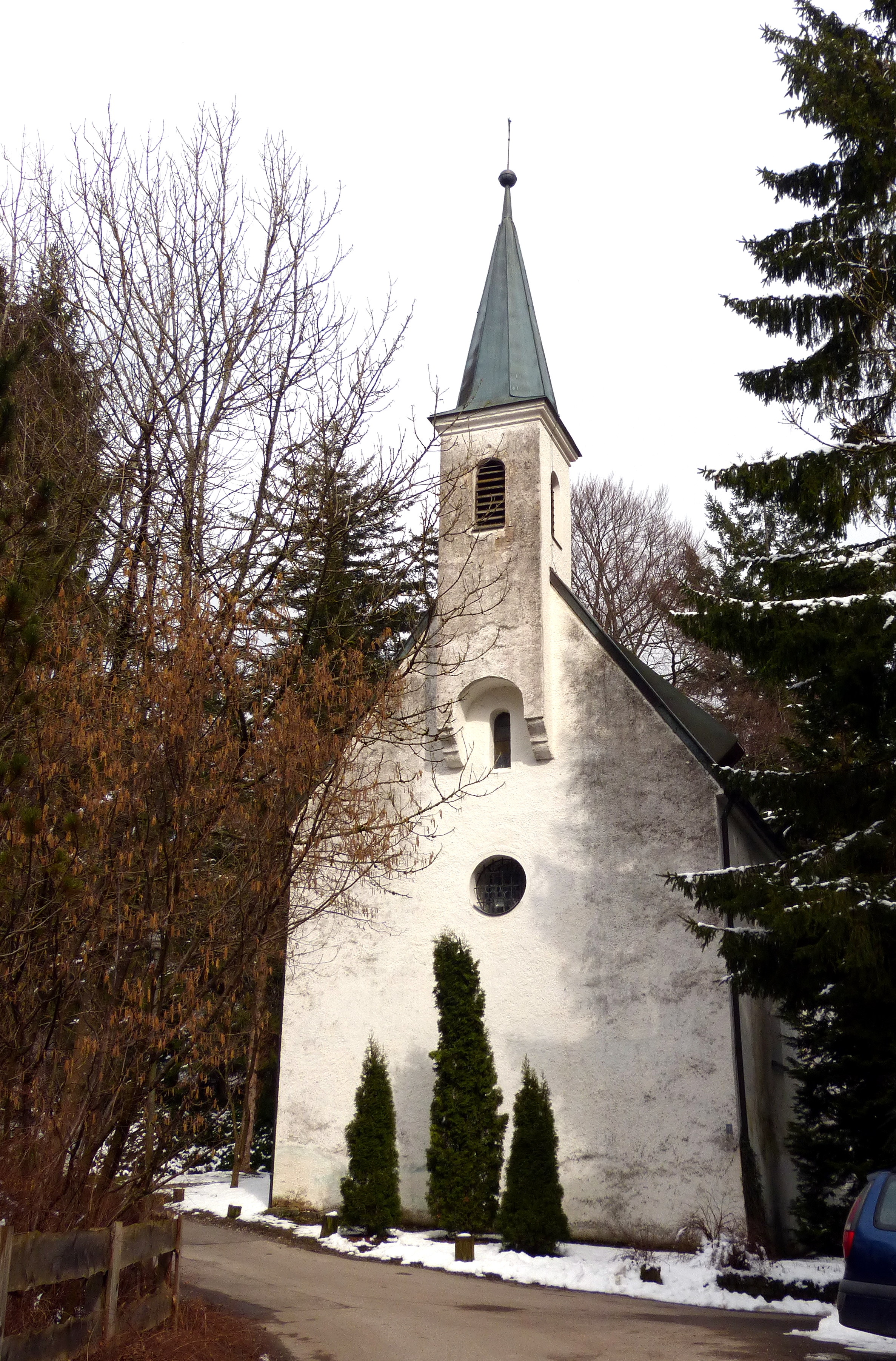
St. Stephan in Mörlbach

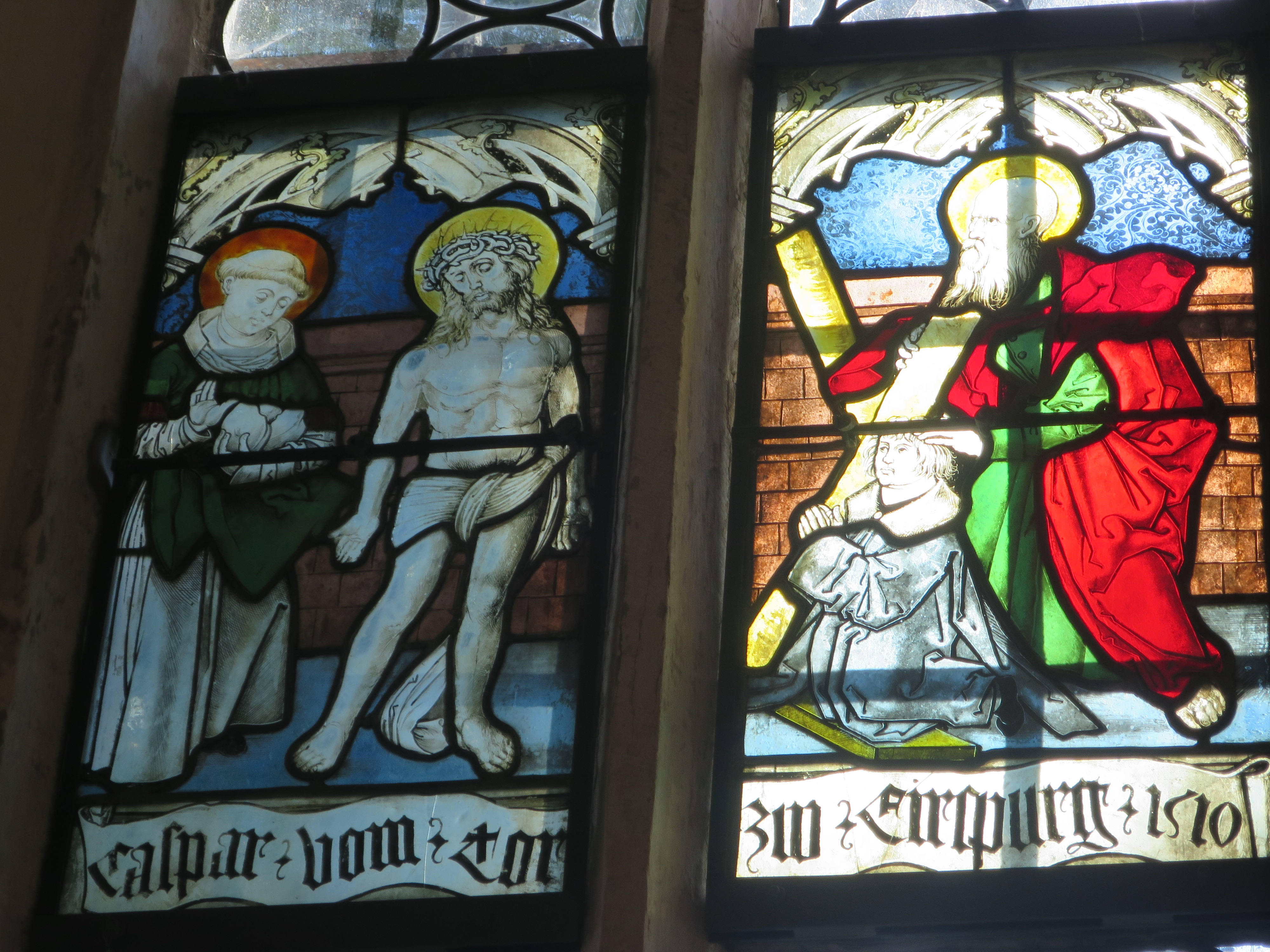
Stifter Caspar vom Thor (rechts kniend) auf einem Chorfenster (1510) in der Kirche St. Stephan

Mörlbach ist ein Ortsteil der Gemeinde Berg im oberbayerischen Landkreis Starnberg. Das Kirchdorf liegt zwei Kilometer östlich des Starnberger Sees.

## Geschichte
Die Kirche in Mörlbach wird erstmals im Jahr 1222 in den Traditionen des Klosters Schäftlarn erwähnt. Im Jahr 1467 wird bei der Übernahme durch Caspar vom Thor, dem herzoglichen Rat und Pfleger in Wolfratshausen, Mörlbach als Hofmark bezeichnet. Albrecht vom Thor musste 1598 Mörlbach an Paul von Ruepp, der aus einem alten Münchener Patriziergeschlecht stammte, verkaufen. Hans Christoph von Ruepp verkaufte 1651 Mörlbach an Johann von Mandl. Mörlbach und Bachhausen waren von 1652 bis 1825 zu einer Hofmark vereint und im Besitz der Freiherren Mandl zu Deutenhofen. Mörlbach gehörte seit dem Gemeindeedikt von 1818 zur Gemeinde Bachhausen. Im Zuge der Gebietsreform kam am 1. Januar 1975 Bachhausen mit Mörlbach zur Gemeinde Berg.

## Baudenkmäler
Siehe auch: Baudenkmäler in Mörlbach
- Katholische Filialkirche St. Stephan (siehe auch Meister von Mörlbach)
- Ehemaliges Herrenhaus